# Невицький Кар'єр (пам'ятка природи)
Не́вицький Кар'є́р — ботанічна пам'ятка природи місцевого значення в Україні. Розташована в межах Ужгородського району Закарпатської області, на північ від центральної частини села Невицьке. 
Площа 2,8 га. Статус надано згідно з рішенням облвиконкому від 13.06.1990 року. Перебуває у віданні ДП «Ужгородське ЛГ» (Кам'яницьке лісництво, кв. 39). 
Статус надано з метою збереження екзотичного рослинного угруповання сосни чорної (Pinus nigra).

## Галерея

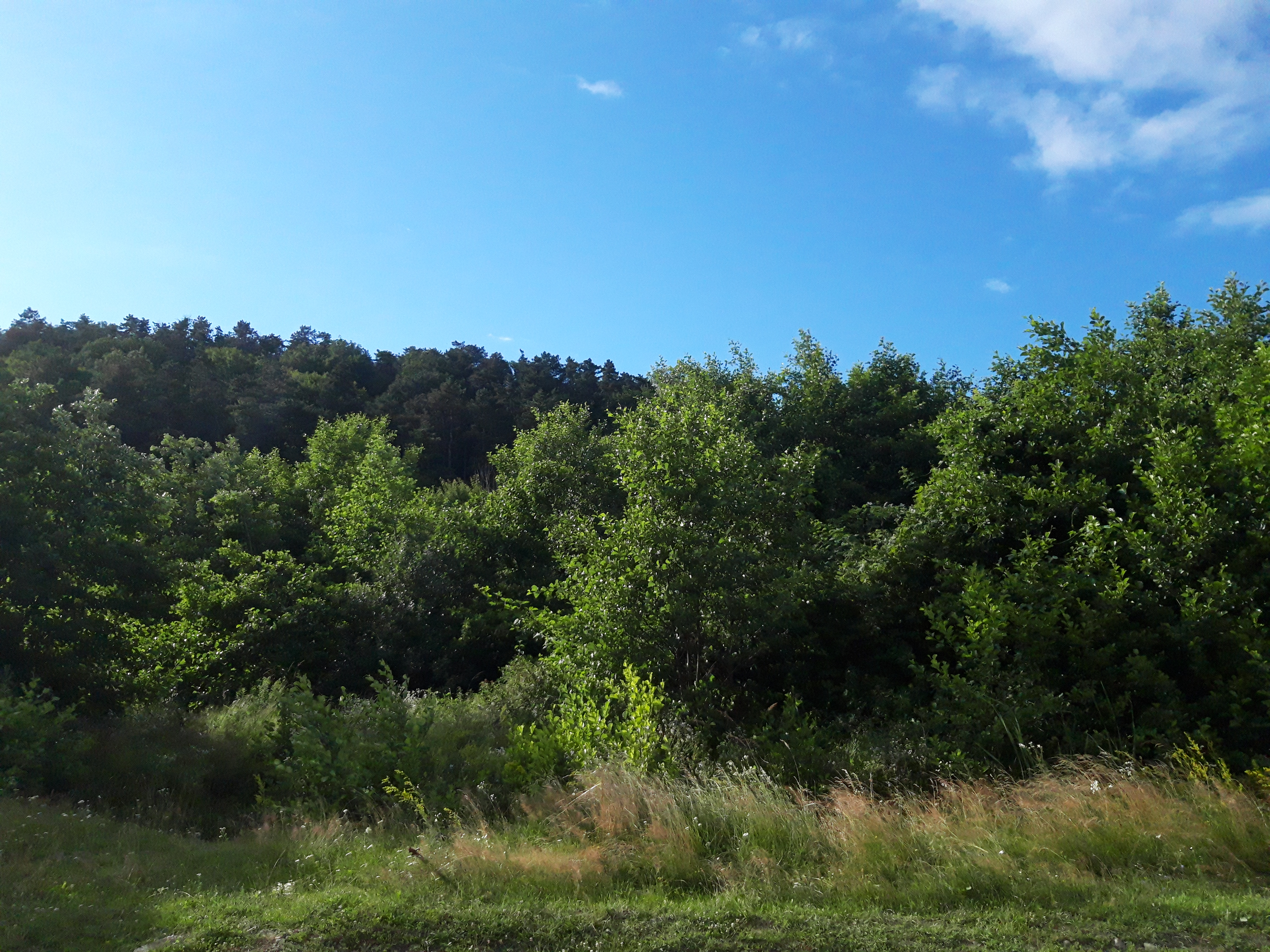
Дерева на місці кар'єру, зокрема Чорна сосна вдалині на схилі
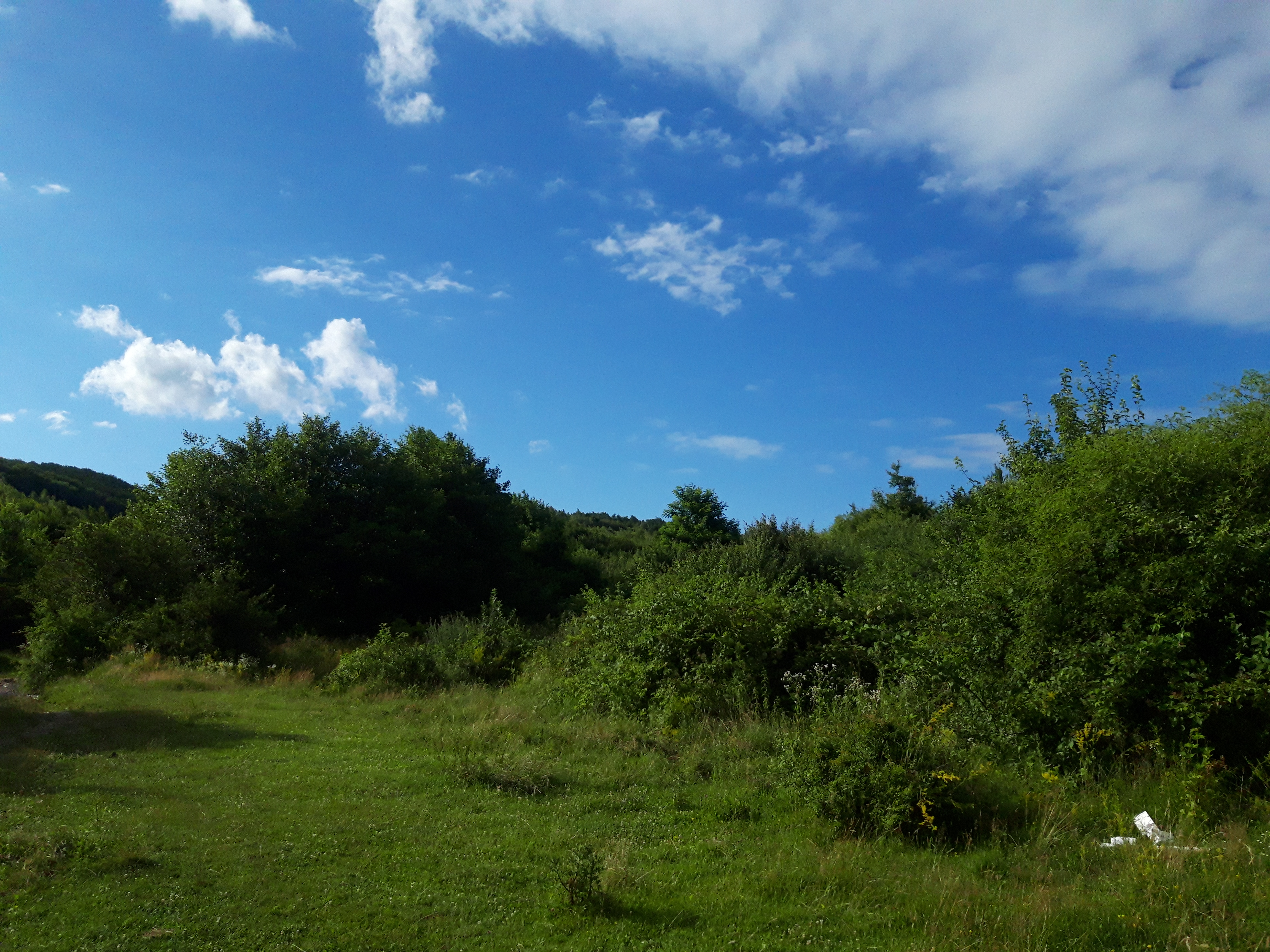
Поросла рослинністю місцевість, де раніше був кар'єр
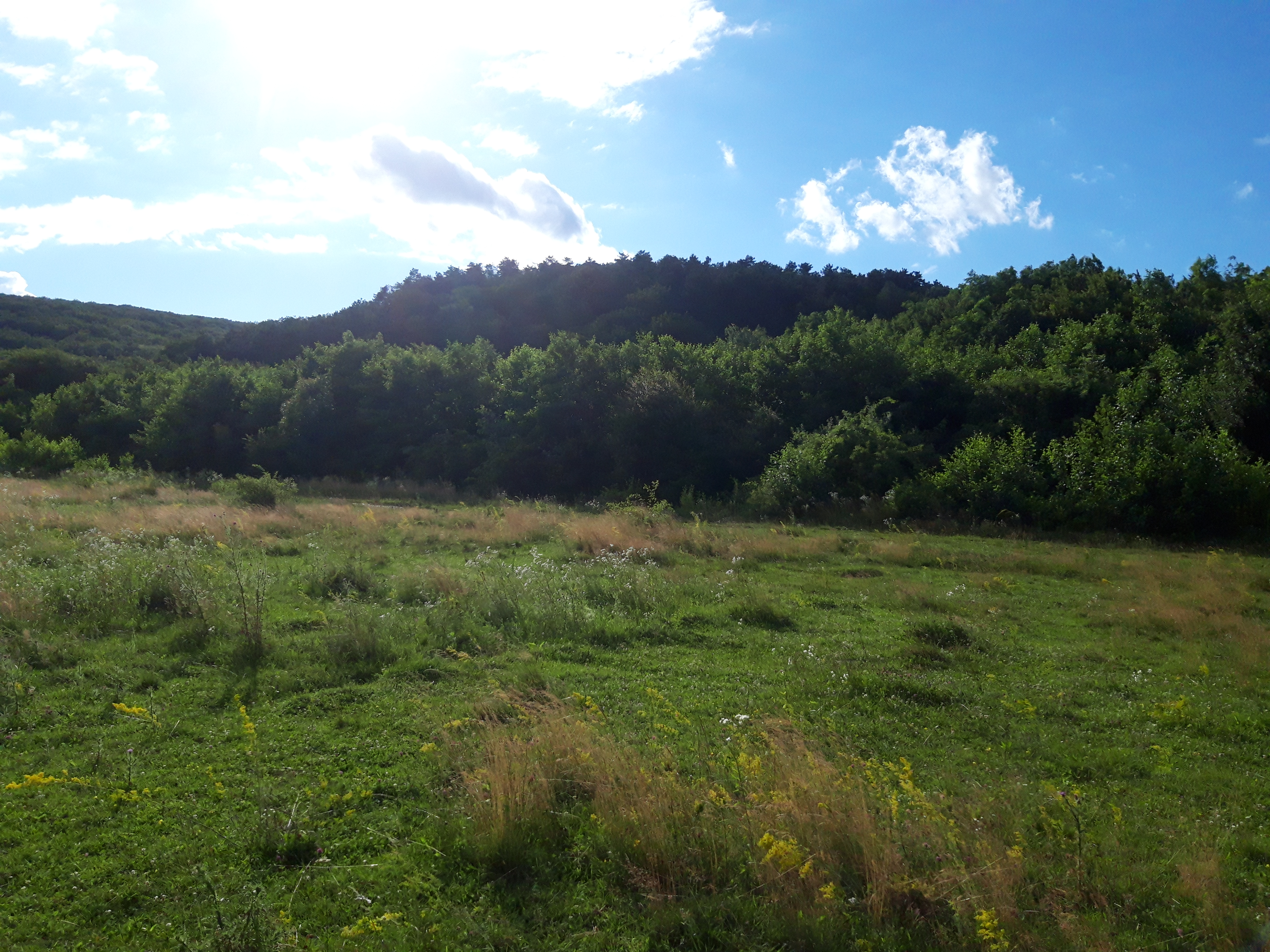
Поросла травою місцевість, де раніше був кар'єр, ліс Чорної сосни вдалині
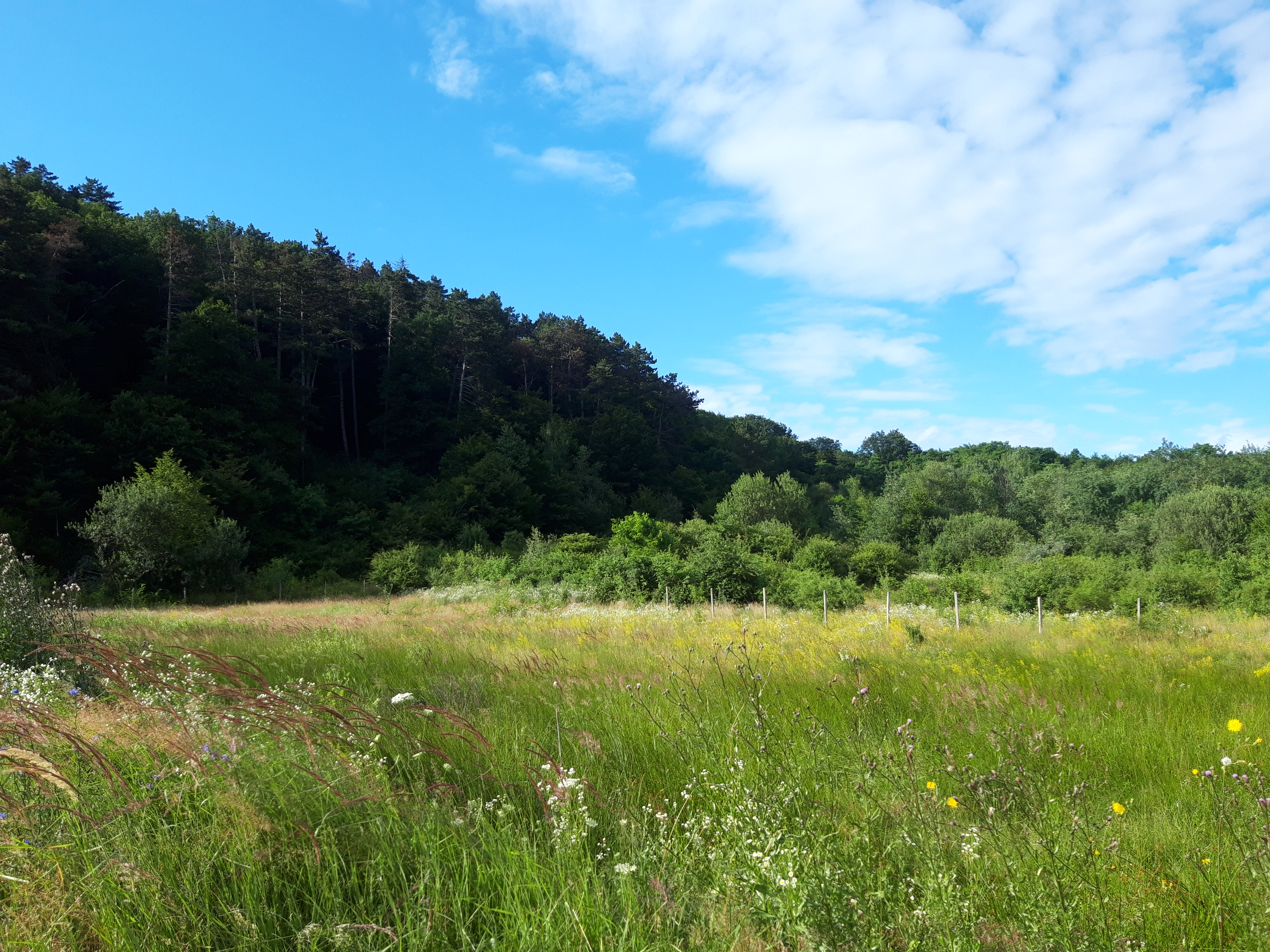
Місце, де колись був Невицький Кар'єр, поросле травою та хвойні дерева вдалині
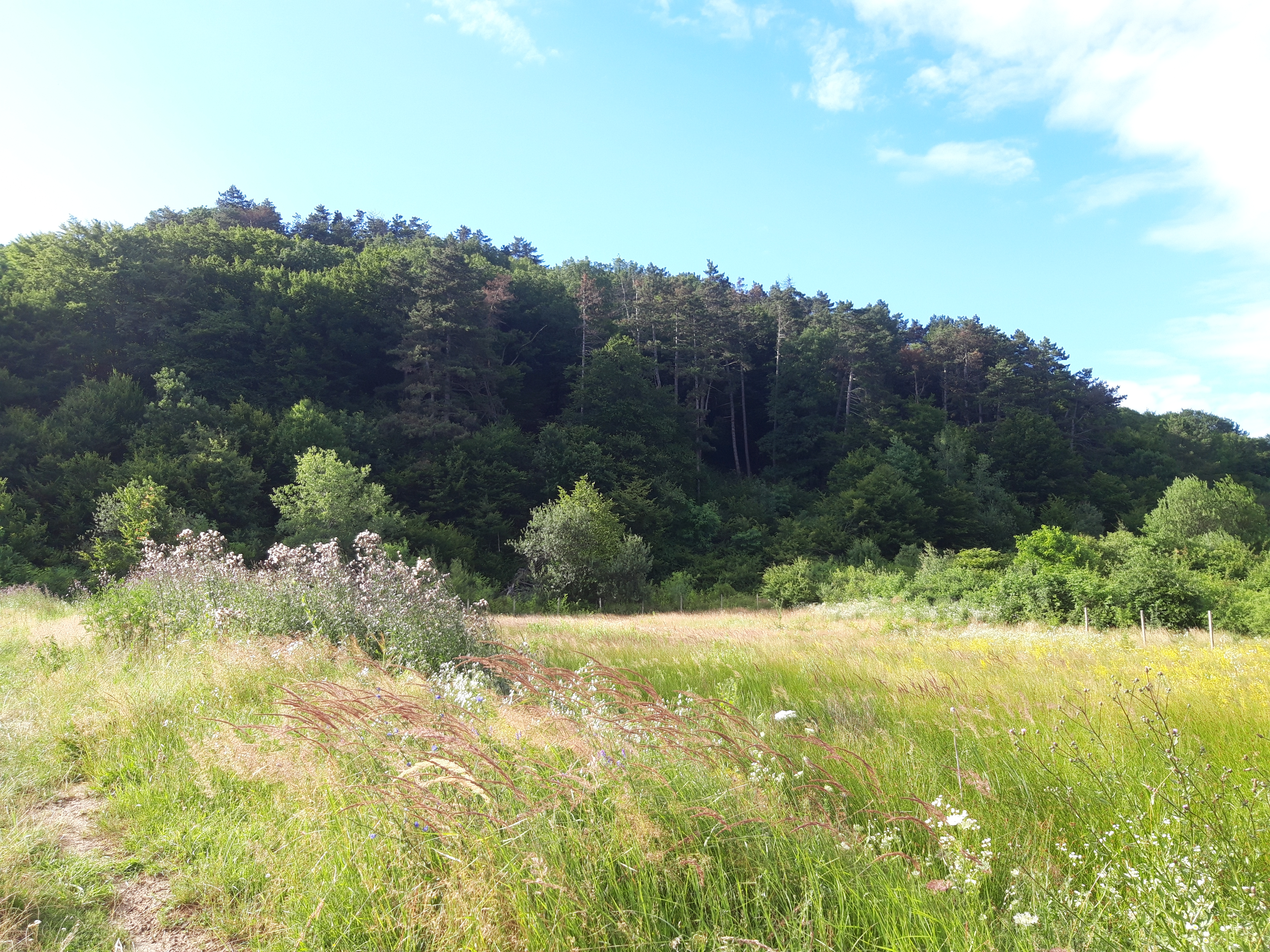
Квіти на місці Невицького Кар'єру та хвойні дерева вдалині